# 天樽增一
雙子座37，又名BD+25 1496，HD 50692、SAO 78866、HR 2569，是雙子座的一颗恒星，视星等为5.73，位于銀經190.42，銀緯12.06，其B1900.0坐标为赤經6h 49m 9.7s，赤緯+25° 12.06′ 3″。